# フランス占領地域

フランス占領地域
Zone d'occupation française en Allemagne
（フランス語）
Französische Besatzungszone
（ドイツ語）

国歌: 
"La Marseillaise"
「ラ・マルセイエーズ」

フランス占領地域（フランスせんりょうちいき、フランス語: Zone d'occupation française en Allemagne / ドイツ語: Französische Besatzungszone）は、第二次世界大戦終結後の戦後処理の過程において、フランスが占領統治を行ったドイツ南西部の地域のことである。

## 概要
フランスは連合国の有力な一員であったが、伝統的なドイツとの対立関係と、「フランスは軍事的貢献度が少ない」というスターリンの反対意見により、最初は駐屯の予定がなかった。しかし、結局、アメリカ、イギリス両国がフランス国境に面した、隣接しない2つの小さな区域をフランスに割り振ることに同意した。フランス軍政当局はバーデン＝バーデンに置かれた。
フランスは大戦中からドイツの弱体化を強く主張しており、1946年に発表したモネ・プランはドイツ重工業の発展阻害とフランス重工業再建のための資源供給を意図し、ライン川以西のドイツ領内を統制しようと試みた。また、ルール地方の国際管理、ラインラントの併合なども主張している。さらにザールラントを自国に併合する要求を行っており、米英も容認する動きを見せたが、ソ連の強い反対で併合は実行されなかった。1945年7月にフランス軍はザールに進駐し、アメリカ軍から占領行政を引き継いでザール独自の軍政を開始した[7]。1947年12月31日、ザールの軍政はいち早く終結し、フランスの軍司令官から権限を与えられた高等弁務官が統治を行う民政が敷かれた（ザール (フランス保護領)）。フランスはザールと関税同盟を締結し、フランスの経済圏にザールを吸収しようとした[8]。

## 終焉
1949年4月10日に米英仏の代表者らによって占領法が制定。これにより新しく成立した西ドイツ政府の役割及び責任が規定に沿った条件付きの主権が与えられたが、連合国は占領軍を維持して国内で行政任務を行い続けた。
その後1955年5月5日にボン・パリ条約で占領法を正式に停止させた事でフランス統治は終了した。